# Ванфоре Кофу
«Ванфоре Кофу» (яп. ヴァンフォーレ甲府 Ванфо:рэ Ко:фу, фр. Ventforet Kofu) — японский футбольный клуб из города Кофу, префектура Яманаси.
Название клуба является комбинацией французских слов Vent («Ветер») и Forêt («Лес»). Оно происходит от знаменитой фразы Фуринкадзан (яп. 風林火山), которую размещал на своих военных флагах даймё Такэда Сингэн и которая является сокращением цитаты из «Искусства войны» китайского автора Сунь-цзы: «Быстрый, как ветер; спокойный, как лес; свирепый, как огонь; неподвижный, как гора».

## Состав
В 2014 году за клуб играл бразильский футболист Бруну Дибал.

## Достижения
- Кубок Императора: 2022